# Öfre Stockholm
Öfre Stockholm, var en annonstidning och tjänsteblad för Vasastaden, Övre Norrmalm och Kungsholmen som kom ut under tiden 3 april 1897 till den 8 januari 1898.

## Tryckning och format
Tidningen trycktes i Stockholms Dagblads tryckeri med antikva. Tidningsformatet var folio med 6 spalter (46,5 x 39 cm) omväxlande med 5 spalter (39 x 32cm) och 4 spalter (39 x 25cm);

## Utgivningsdag,  sidor och pris och utgivare
Tidningen kom ut med ett nummer i veckan, lördagar och hade 4 sidor hela utgivningstiden. Priset var 85 öre för 1897. Utgivningsbevis  för tidningen utfärdades för Hilma Gustaviana Aronson den 27 mars 1897. Periodisk bilaga kom ut oregelbundet  med allmänt innehåll, med beteckningen  Bihang under hela utgivningsperioden 